# Manolo Fortich
Manolo Fortich es un municipio filipino de primera categoría, situado al norte de la isla de Mindanao. Forma parte de  la provincia de Bukidnon situada en la Región Administrativa de Mindanao del Norte.. 

## Barangayes
El municipio de Fortich se divide, a los efectos administrativos, en 22 barangayes o barrios, conforme a la siguiente relación:

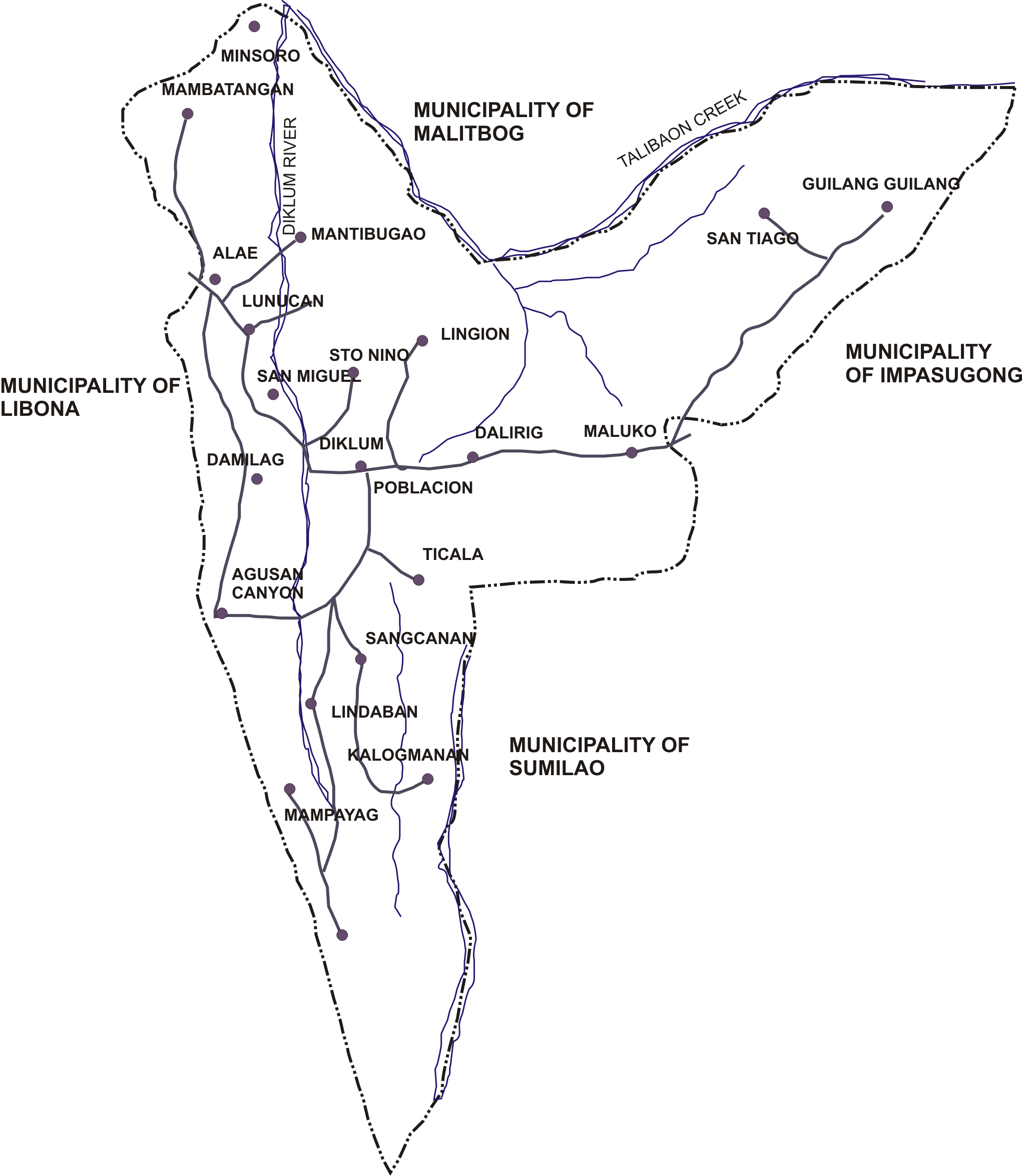
Mapa político de Fortich

| - Agusan Canyon - Alae - Dahilayan - Dalirig - Damilag - Dicklum - Guilang-guilang - Kalugmanan - Lindaban - Kihari - Gabuc - Mangima - Mambatangan - Lingion - Lunocan - Maluko - Mambatangan - Mampayag - Minsuro - Mantibugao - Tankulan (Población) - San Miguel - Sankanan - Santiago - Santo Niño - Ticala |

## Historia

### Influencia española
La provincia de Misamis, creada en 1818,   formaba  parte del Imperio español en Asia y Oceanía (1520-1898). Estaba dividida en cuatro partidos.

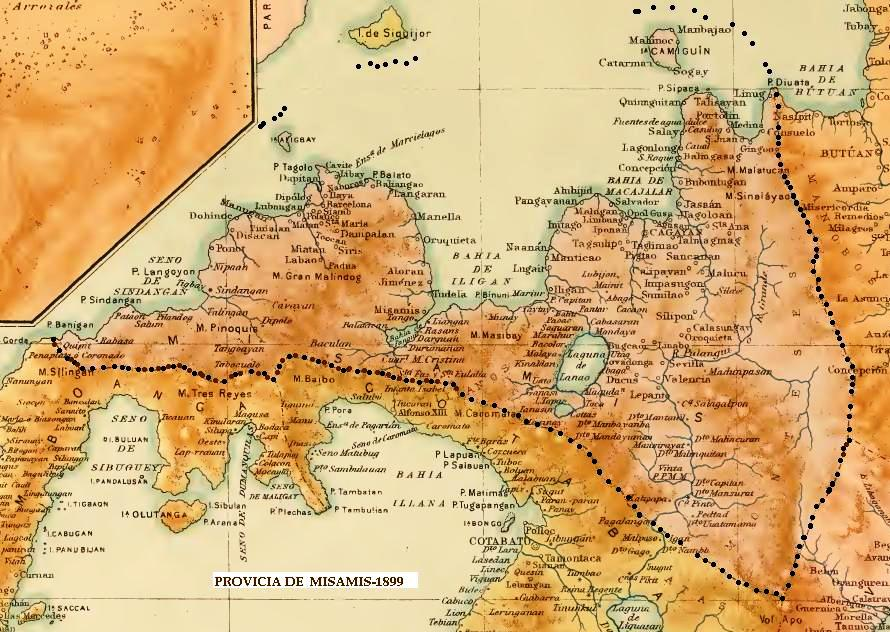
El distrito 2.º de Misamis en 1899.

A principios del siglo XX la isla de Mindanao se hallaba dividida en siete distritos o provincias, uno de los cuales era el distrito 2.º de Misamis, su capital era la villa de Cagayán de Misamis y del mismo dependía la comandancia de Dapitan.
Uno de sus  pueblos era  Sumilao que entonces contaba con una población de 4.122 almas , con las visitas de Talmagmag, Calipayan, Sancanan, Tanculan, Balao, Quilábong, San Juan, Malucu, Impasugón y Silipon;

### Ocupación estadounidense

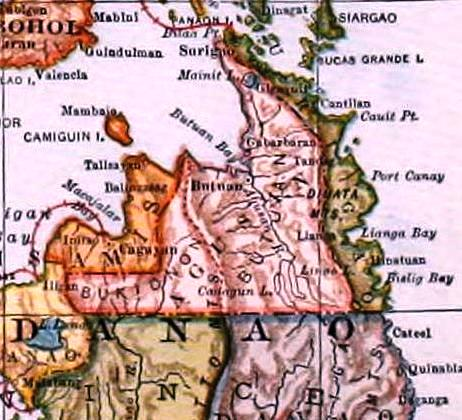
Agusan en 1921.

Una vez pacificado el territorio, el gobierno civil de la  provincia de Misamis fue establecido el 15 de mayo de 1901 incluyendo la subprovincia de Bukidnon.
En 1907  se crea la provincia de Agusan incluyendo a Bukidnon en su territorio.
Fortich, vecino del barrio de Damilag, fue  el primer gobernador del distrito de Bukidnon (1902-1914).
En septiembre de 1914, al crearse el Departamento de Mindanao y Joló , Bukidnon  se convierte en una de sus siete provincias.
Maluko fue uno de los 4 municipios de esta provincia, tal como figura en la División Administrativa de Filipinas de 1916 y también en el plano del censo de 1918.

### Independencia
El 21 de junio de 1957 el nombre de este municipio de Maluko se cambia por el  de Fortich.